# Qualificazioni al campionato mondiale di calcio 2022 - Interzona
Per il campionato mondiale di calcio 2022 si sono disputati due play-off intercontinentali per determinare gli ultimi due posti disponibili. Le partite si son giocate il 13 e il 14 giugno 2022.

## Formato
Il sorteggio è avvenuto il 26 novembre 2021 alle 17:00 a Zurigo in Svizzera.
Le quattro squadre provenienti dalle quattro confederazioni (AFC, CONCACAF, CONMEBOL, e OFC) sono state sorteggiate in due incontri in un sorteggio libero senza teste di serie. La squadra proveniente dalla CONMEBOL è stata quindi abbinata a quella dell'AFC e quella proveniente dalla OFC è stata abbinata a quella della CONCACAF.
In ogni incontro le due squadre si sono affrontate in una partita unica disputata in Qatar. Le vincenti dei due incontri hanno guadagnato la qualificazione al campionato mondiale di calcio 2022.

## Squadre qualificate
| Confederazione | Piazzamento                 | Squadra       |
| -------------- | --------------------------- | ------------- |
| AFC            | Quarta fase - Vincitore     | Australia     |
| CONCACAF       | Terza fase - Quarto posto   | Costa Rica    |
| CONMEBOL       | Gruppo unico - Quinto posto | Perù          |
| OFC            | Play-off - Vincitore        | Nuova Zelanda |

## Spareggio AFC-CONMEBOL
| Squadra 1 | Risultato       | Squadra 2 |
| --------- | --------------- | --------- |
| Australia | 0 - 0 (5-4 dtr) | Perù      |

| Arbitro: | Vinčić |

|                                           |                      |                                                |
| Boyle Mooy Goodwin Hrustic Maclaren Mabil | Tiri di rigore 5 – 4 | Lapadula Callens Advíncula Tapia Flores Valera |

## Spareggio CONCACAF-OFC
| Squadra 1  | Risultato | Squadra 2     |
| ---------- | --------- | ------------- |
| Costa Rica | 1 - 0     | Nuova Zelanda |

| Arbitro: | Hassan |

|             |           |  |
| Campbell 3’ | Marcatori |  |